# Are'eta
Are'eta est un district de la région du Debub-Keih-Bahri de l'Érythrée. La principale ville et capitale de ce district est Tiyo (en). Le district se situe au nord du Denkalya central.